# Carlos Rafael do Amaral
Carlos Rafael do Amaral (nacido el 28 de noviembre de 1983) es un exfutbolista brasileño que se desempeñaba como centrocampista.
Jugó para clubes como el Paulista, Vasco da Gama, Grêmio, Cerezo Osaka, Cruzeiro y Botafogo.

## Trayectoria

### Clubes
| Club          | País   | Año         |
| ------------- | ------ | ----------- |
| Paulista      | Brasil | 2003        |
| Ituano        | Brasil | 2003        |
| Paulista      | Brasil | 2004 - 2005 |
| Vasco da Gama | Brasil | 2005        |
| Paulista      | Brasil | 2006        |
| Vasco da Gama | Brasil | 2006 - 2009 |
| Grêmio        | Brasil | 2008        |
| Cerezo Osaka  | Japón  | 2010        |
| América       | Brasil | 2011        |
| Cruzeiro      | Brasil | 2012 - 2013 |
| Botafogo      | Brasil | 2012        |
| Criciúma      | Brasil | 2013        |
| Ceará         | Brasil | 2014        |
| Passo Fundo   | Brasil | 2015        |